# Ogrodniki (rejon żabinecki)
Ogrodniki (biał. Агароднікі; ros. Огородники) – wieś na Białorusi, w obwodzie brzeskim, w rejonie żabineckim, w sielsowiecie Krzywlany.
Znajduje się tu parafialna cerkiew prawosławna pw. Wniebowstąpienia Pańskiego.
W dwudziestoleciu międzywojennym wieś Ogrodniki-Wieżki leżała w Polsce, w województwie poleskim, w powiecie kobryńskim.